# Panmundżom

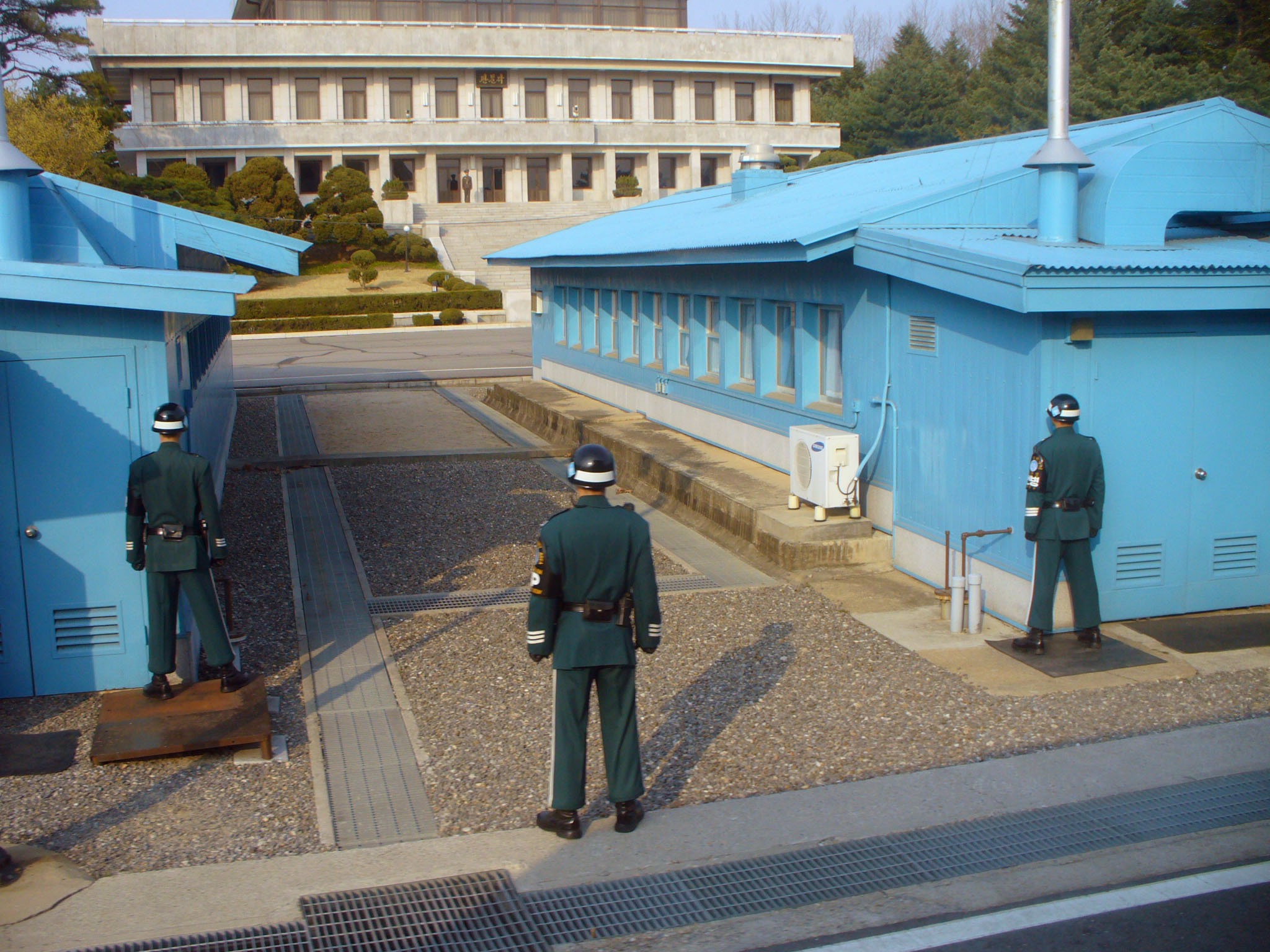
Główny budynek północnokoreański (Panmundżak)

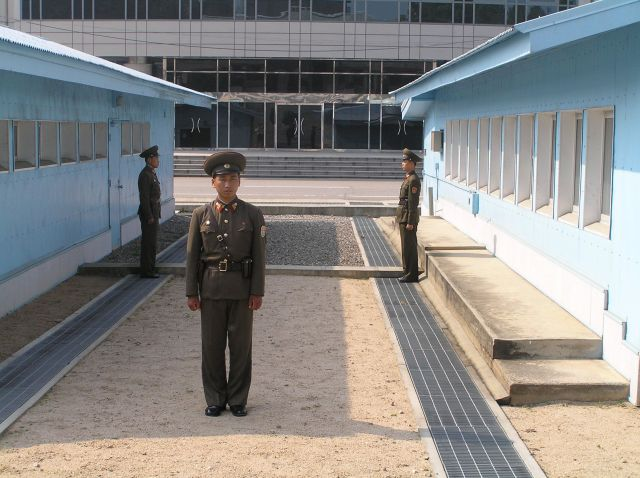
Północnokoreańscy wartownicy

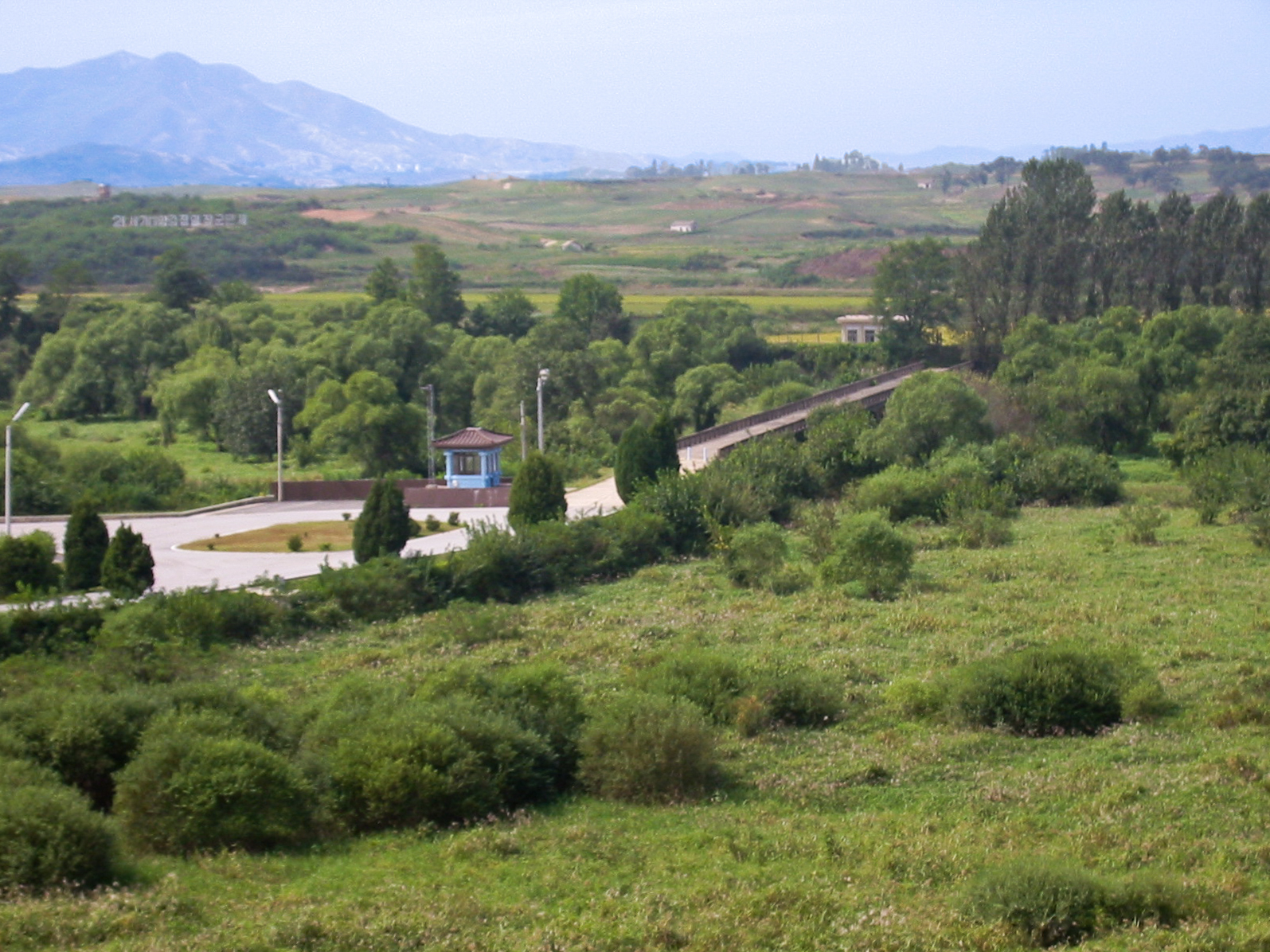
Graniczny most Bez Powrotu

Panmundżom, dawniej (błędnie) Panmundżon (hangul: 판문점, hancha: 板門店, transkrypcja międzynarodowa: Panmunjom, Panmunjeom) – miejscowość na linii demarkacyjnej między Koreą Północną a Koreą Południową, w Koreańskiej Strefie Zdemilitaryzowanej. 27 lipca 1953 podpisano tu zawieszenie broni w wojnie koreańskiej. Obecnie wieś to wyłącznie wspólna strefa bezpieczeństwa (ang. Joint Security Area) między krajami. Panmundżom jest w licznych publikacjach postrzegany jako symbol podziału świata na socjalistyczny i kapitalistyczny, a także jest jedynym miejscem spotkań delegacji obu krajów. Miejscowość jest tradycyjnym miejscem rokowań w sprawie zjednoczenia Korei.

## Położenie
Wieś położona jest 53 km na północny zachód od Seulu. Była miejscem spotkań wojskowej komisji rozjemczej UNCMAC. Spotkania komisji rozjemczej odbywały się w kilku namiotach na północ od drogi Kaesŏng-Seul. Panmundżom, zniszczony podczas wojny koreańskiej, nie istnieje już jako organizm wiejski; znajduje się tu jedynie muzeum pokoju Korei Północnej. Około 800 metrów na południe od wsi właściwej, choć w obrębie gruntów rolnych do niej przynależnych, znajduje się wspólna strefa bezpieczeństwa między obiema Koreami. Od 1953 odbywają się tutaj wszystkie spotkania między przedstawicielami obu krajów.

## Wspólna strefa bezpieczeństwa
Strefa w całości leży na terenie wioski Panmundżom. W dokumentach i w mediach często nosi nazwę Truce Village. Jest jedynym miejscem wzdłuż całej strefy zdemilitaryzowanej, w którym siły zbrojne obu krajów mają bezpośredni kontakt. Strefa, podzielona linią demarkacyjną na dwie prawie równe części, istnieje od początku w tych samych granicach; zmieniły się jedynie budynki. Bezpieczeństwa w strefie strzeże żandarmeria wojskowa. Początkowo poruszanie się w obrębie strefy było dozwolone na całym jej terytorium. Do 1976 strzeżona była przez 35 żołnierzy z każdej ze stron; po zabójstwie dwóch oficerów amerykańskich przez siły północnokoreańskie 18 sierpnia 1976 (incydent z siekierą), siły ochronne zostały wzmocnione i wprowadzono linię demarkacyjną. Do 1991 była miejscem spotkań władz północnokoreańskich i dowództwa sił ONZ. Strefa jest atrakcją turystyczną; co roku zwiedza ją 100 000 osób.
We wrześniu 2018 r. przywódca Korei Północnej Kim Dzong Un i prezydent z Korei Południowej Moon Jae-in porozumieli się co do rozbrojenia funkcjonariuszy strzegących strefy bezpieczeństwa i ograniczenia ich liczby do 35 z każdego z państw koreańskich. Miesiąc później zaczęło się rozminowywanie strefy, usuwanie z niej broni i amunicji oraz rozbieranie części posterunków granicznych.

## Panmundżom w kulturze
Miejscowość jest wymieniona w piosence Billy'ego Joela We Didn't Start the Fire, w której przedstawione są najważniejsze wydarzenia drugiej połowy XX wieku.